# إدواردو دي روبرتس
إدواردو دي روبرتس (11 ديسمبر 1913 - 31 مايو 1988) طبيب وعالم أحياء أرجنتينيًا مشهورًا. كان لديه مهنة علمية طويلة وغزيرة الإنتاج، وكان مشاركًا في اكتشاف الأنابيب الدقيقة الخلوية في عام 1953.
كان دي روبرتس ابنًا لمهاجر إيطالي وابنه إدوارد إم دي روبرتس هو أيضًا عالم أحياء مشهور.
في عام 1981 أصبح دي روبرتس عضوًا مؤسسًا في المجلس الثقافي العالمي.